# Шмурікова Ніна Миколаївна
Ні́на Микола́ївна Шмурікова, в шлюбі Шму́рікова-Гаврилю́к (4 листопада 1953, с. Дацьки, Чуднівський район, Житомирська область) — українська поетеса. Член Національної спілки письменників України (2000 р.).

## Біографія
Народилася 4 листопада 1953 року в селі Дацьки Чýднівського р-ну Житомирської обл. Дитинство провела в сусідньому селі Бабушкú, куди переїхала родина вчителів Миколи Петровича і Ольги Федорівни Гаврилюків та їх трьох дітей — Володимира, Ніни і Віктора.
Навчаючись у початкових класах, Ніна почала віршувати. Закінчивши «на відмінно» десятирічку, вступила до Ужгородського Державного університету, який закінчила у 1975 році. На сторінках студентської преси друкує свої нариси і вірші, а по закінченні університету працює інженеркою в Харківському управлінні проектно-монтажних робіт, а згодом, у 1978 році, переїхала із чоловіком Сергієм Шмуріковим до Хмельницького, де влаштувалася вчителькою-словесницею і народила доньку Наталю і сина Олега.
Переймалася також і просвітянськими справами, де досягла значних успіхів, вісім років очолювала Хмельницьку обласну організацію «Просвіта».

## Творчість
Першу книжку поезій «Білосніжні птахи» (1998) видала російською. Нині поетеса творить українською: кращі вірші збірок «Синь-камінь» (1998 р.), «Пензлі дощу» (1999 р.), «На грані століть і тисячоліть» (2001 р.), вінок сонетів «Як сутінки у серці озовуться» (2003 р.) «Я родом з листопаду» (2013 р.). Особливу увагу привертає поема «Езоп і Родопа» (2007 р.), драма «Лорілея» (2016 р.), присвячена Лесі Українці, книга «Квіти Кобзареві» (2017 р.), у якій, окрім віршиків для дітей «Тарасик» і патріотичної лірики «Шевченкове слово», подано драматичну постановку на 2 дії «Шевченко у Кирилівці або чотири етюди з уяви», яка спрямована для гуртківців та літстудійців і відтворює образ молодого Шевченка.
У творчості поетеси висвітлено ряд важливих тем: Україна і сучасність, історичне минуле Подільського краю, людина і її духовний стан, взаємини між людиною і Всесвітом, природа у житті людини, видатні постаті України і світу.
Особлива сторінка її творчості — це твори для дітей. Власне, її хист чи не найповніше розкрився в літературі для малечі. Тут вона сповідує любов до світу, до всього живого, що є у ньому, спонукає дітей бути допитливими, спостережливими і обов’язково — патріотами України.
У казках-поемах «Легенда про Добраду» (2000 р.), «Царівна-пустельниця» (2002 р.), «Мисливець Сивоок» (2002 р.), «Місячна царівна! (2003 р.), «Відважні брати» (2010 р.) та ряді легенд, створених у дусі прадавніх слов’янських мотивів і тем, що спонукають дітей пильніше вдивлятися в довколишнє життя, бачити красу природи і красу людей. 
Книги "Хитрий зайчик", "Пензлі дощу", "Белоснежные птицы" проілюструвала особисто. 

### Збірки поезій
- «Белоснежные птици» (1999 р.);
- «Легенда про синь-камінь» (1999 р.);
- «Пензлі дощу» (1999 р.);
- «На грані століть і тисячоліть» (2001 р.);
- «Як сутінки у серці озовуться» (2003 р.);
- «Езоп і Родопа» (2007 р.);
- «Я родом з листопаду» (2013 р.);
- «Лорілея» (2016 р.);
- «Квіти Кобзареві» (2017 р.)

### Поетичні книги для дітей
| - «Хитрий зайчик» (віршики) (1998 р.); - «Легенда про Добраду» (легенда-казка) (2000 р.); - «Познайомся з кольорами» (віршики) ( 2000 р.); - «Де ти, Ясочко, бувала?» (віршики) ( 2001 р.); - «Мисливець Сивоок» (казка) (2002 р.); - «Царівна-пустельниця» (казка) (2002 р.); - «Віронька-зіронька» (віршики) (2003 р.); - «Зозульчині черевички» (казочка) (2003 р.); - «Місячна царівна» (казка) (2003 р.); - «Ганнуся у бабусі» (казка) (2004 р.); - «Ми вчимося і ростем» (віршики) (2005 р.); - «У чім секрет?» (віршики) (2008 р.); - «Квітовіршики» (віршики) (2010 р.); - «Два Тараси» (віршики) (2010 р.); - «Чарівна сопілка» (збірка легенд і казок) (2010 р.); | - «Юля з котиком дружила» (віршики) (2011 р.); - «Бабусина казка» (казочка) (2011 р.); - «Ой, чому це плаче киця?» (віршики) (2012 р.); - «Барвистий дивокрай» (збірка віршиків) (2013 р.); - «Ясоччин дитсадок» (пісенник) (2015 р.); - «Ой то наша Ясочка, Ярослава» (віршики) (2015 р.); - «Хоробрий Сашко» (віршики) (2016 р.); - «Місячний калейдоскоп» (віршики) (2018 р.); - «Чарівний ключик — абетка» (абетка) (2020 р.); - «В щедрім лісі виріс гриб!» (віршики, загадки, Ігри) (2020 р.); - «Мандрівка із Книговичком» (віршики) (2021 р.); - «Зустріч із лісом» (вірші) (2021 р.); - «Коли засинають діти» (віршики, колискова) (2021-2022 рр.). |

#### Як ілюстраторка
Проілюструвала книги:
- Борислав Степанюк "Поеми вогню і болю"
- Степан Литвин "Вічність любові"
- Микола Мачківський "Чорний дяк"
- Микола Коваль "Понька"
- Раїса Котик "Сльозинка рідної шибки"
- Ніна Ящук "Моя золотоволоска".

## Звання і нагороди
- Лауреатка 2 премій міського пісенного конкурсу «Пісня над Бугом» (1997 р.);
- прийняли до Національної Спілки письменників України (2000 р.);
- лауреатка міської премії імені Богдана Хмельницького (2004 р.);
- пам'ятний знак і медаль «Лауреат Хмельниччини»;
- лауреатка обласної премії імені Микити Годованця (2007 р.);
- переможниця першого Всеукраїнського конкурсу на кращі твори для дітей «Золотий лелека» (2008 р.), вона отримала 2 премію за збірку казок і легенд «Чарівна сопілка»;
- «Заслужений працівник освіти України»( до цього мала звання «Відмінник освіти України») (2008 р.);
- лауреатка Хмельницької обласної премії імені Тараса Шевченка (2011 р.);
- медаль «Будівничий України» від Всеукраїнського товариства «Просвіта» імені Тараса Шевченка (2011 р.);
- лауреатка Хмельницької читацької літературної премії «Марічка» (2013 р.);
- лауреатка Хмельницької обласної премії імені Миколи Федунця (2016 р.);
- Грамота Верховної Ради України «За заслуги перед Українським народом» (2018 р.);
- лауреатка Національної літературної премії імені Платона Воронька (2020 р.) за кращу книгу для дітей українською мовою;
- лауреатка американо-української відзнаки імені Івана Багряного (2021 р.).